# Bezirk Mārupe (2009–2021)
Der Bezirk Mārupe (Mārupes novads) war ein Bezirk in Lettland, der von 2009 bis 2021 existierte. Bei der Verwaltungsreform 2021 wurde der Bezirk in einen neuen, größeren Bezirk Mārupe überführt.
Das Bezirksgebiet lag südlich der Bucht von Riga.
Im Bezirk lebten im Jahr 2010 13.958 Menschen.

## Nachweise
1. ↑  Vides aizsardzības un reģionālās attīstības ministrija (Ministerium für Naturschutz und Regionalentwicklung), Karten und Auflistung der Verwaltungseinheiten, abgerufen am 30. Juli 2021